# Besta deild 2025
Die Besta deild 2025 ist die 114. Spielzeit der höchsten isländischen Fußballliga. Die Hauptrunde begann am 5. April 2025 mit der Begegnung des Titelträgers Breiðablik gegen den Aufsteiger UMF Afturelding und endet am 14. September 2025. Anschließend finden die Meister- und die Abstiegsrunde statt.

## Modus
Zunächst treffen alle zwölf Mannschaften in der Hauptrunde jeweils zweimal aufeinander. Danach ermitteln die ersten sechs Mannschaften in der Meisterschaftsrunde den Meister, während die letzten sechs Mannschaften in der Abstiegsrunde spielen. In diesen Runden wird nur die Hinrunde ausgespielt, sodass es hierbei jeweils zu fünf Spieltagen kommt. Die Punkte aus der Hauptrunde werden jeweils übernommen.
Der Meister ist für die Qualifikation der Champions League 2026/27 zugelassen, die zweit- und drittplatzierte Mannschaft sowie der Pokalsieger für die Conference League 2026/27. Die zwei letztplatzierten Mannschaften steigen am Saisonende ab.

## Vereine
Im Vergleich zum Vorjahr veränderte sich die Ligazusammensetzung folgendermaßen: Fylkir Reykjavík und HK Kópavogur stiegen als elft- bzw. zwölftplatziertes Team der Saison 2024 in die 1. deild karla (2. Leistungsstufe) ab. Der dortige Meister ÍBV Vestmannaeyjar schaffte den sofortigen Wiederaufstieg in die erste Liga und wird begleitet vom Gewinner der Aufstiegs-Playoffs UMF Afturelding.
| Verein               | Wappen                   | Stadt          | Stadion         | Kapazität |
| -------------------- | ------------------------ | -------------- | --------------- | --------- |
| FH Hafnarfjörður     | FH Hafnarfjörður         | Hafnarfjörður  | Kaplakriki      | 6.738     |
| Breiðablik Kópavogur | Breiðablik Kópavogur     | Kópavogur      | Kópavogsvöllur  | 5.501     |
| ÍA Akranes           | ÍA Akranes               | Akranes        | Akranesvöllur   | 4.850     |
| KA Akureyri          | KA Akureyri              | Akureyri       | Akureyrarvöllur | 3.500     |
| ÍBV Vestmannaeyjar   | ÍB Vestmannaeyja         | Vestmannaeyjar | Hásteinsvöllur  | 02.983    |
| Valur Reykjavík      |                          | Reykjavík      | Hlíðarendi      | 2.465     |
| KR Reykjavík         | KR Reykjavík             | Reykjavík      | Meistaravellir  | 2.781     |
| ÍF Vestri            |                          | Ísafjörður     | Torfnesvöllur   | 1.695     |
| Víkingur Reykjavík   | Víkingur Reykjavík       | Reykjavík      | Víkingsvöllur   | 1.449     |
| UMF Stjarnan         | Ungmennafélagið Stjarnan | Garðabær       | Stjörnuvöllur   | 1.292     |
| UMF Afturelding      |                          | Mosfellsbær    | Varmárvöllur    | 0500      |
| Fram Reykjavík       | Fram Reykjavík           | Reykjavík      | Framvöllur      | 0370      |

## Hauptrunde

### Tabelle
| Pl.                    | Verein                   | Sp. | S  | U | N  | Tore    | Diff. | Punkte |
| ---------------------- | ------------------------ | --- | -- | - | -- | ------- | ----- | ------ |
| 1.                     | Valur Reykjavík          | 19  | 11 | 4 | 4  | 047:280 | +19   | 37     |
| 2.                     | Víkingur Reykjavík       | 19  | 10 | 5 | 4  | 034:240 | +10   | 35     |
| 3.                     | Breiðablik Kópavogur (M) | 19  | 9  | 5 | 5  | 034:290 | +5    | 32     |
| 4.                     | UMF Stjarnan             | 19  | 9  | 4 | 6  | 036:310 | +5    | 31     |
| 5.                     | ÍF Vestri                | 19  | 8  | 2 | 9  | 020:190 | +1    | 26     |
| 6.                     | FH Hafnarfjörður         | 19  | 7  | 4 | 8  | 036:310 | +5    | 25     |
| 7.                     | Fram Reykjavík           | 19  | 7  | 4 | 8  | 028:260 | +2    | 25     |
| 8.                     | ÍBV Vestmannaeyjar (N)   | 19  | 7  | 3 | 9  | 020:260 | −6    | 24     |
| 9.                     | KR Reykjavík             | 19  | 6  | 5 | 8  | 040:410 | −1    | 23     |
| 10.                    | KA Akureyri (P)          | 19  | 6  | 5 | 8  | 021:350 | −14   | 23     |
| 11.                    | UMF Afturelding (N)      | 19  | 5  | 6 | 8  | 024:300 | −6    | 21     |
| 12.                    | ÍA Akranes               | 19  | 5  | 1 | 13 | 020:400 | −20   | 16     |
| Stand: 18. August 2025 |                          |     |    |   |    |         |       |        |

Platzierungskriterien: 1. Punkte – 2. Tordifferenz – 3. geschossene Tore

| (M) | amtierender isländischer Meister     |
| (P) | amtierender isländischer Pokalsieger |
| (N) | Neu/Aufsteiger der letzten Saison    |

### Kreuztabelle
Die Heimmannschaften stehen in der linken Spalte, die Auswärtsmannschaften befinden sich in der ersten Zeile.
| 2025                   | AFT | ÍA Akranes | KA Akureyri | Breiðablik Kópavogur | Fram Reykjavík | FH Hafnarfjördur | KR Reykjavík | UMF Stjarnan | VAL | ÍBV Vestmannaeyjar | VES | Víkingur Reykjavík |
| ---------------------- | --- | ---------- | ----------- | -------------------- | -------------- | ---------------- | ------------ | ------------ | --- | ------------------ | --- | ------------------ |
| UMF Afturelding        | —   | 4:1        | 3:3         | 2:2                  | 1:1            | -:-              | 4:3          | 3:0          | 0:2 | 0:0                | 1:1 | 1:0                |
| ÍA Akranes             | -:- | —          | 3:0         | -:-                  | 0:1            | 1:3              | 1:0          | 0:3          | 2:2 | 0:3                | 0:2 | 0:1                |
| KA Akureyri            | 1:0 | 2:0        | —           | 0:1                  | -:-            | 3:2              | 2:2          | 1:1          | 2:5 | 1:0                | -:- | 0:2                |
| Breiðablik Kópavogur   | 2:0 | 1:4        | 1:1         | —                    | 1:1            | 4:5              | 3:3          | 2:1          | 2:1 | -:-                | 1:0 | 3:1                |
| Fram Reykjavík         | 3:0 | 0:1        | 1:2         | 4:2                  | —              | 2:0              | 0:1          | 1:1          | -:- | 2:0                | 1:0 | 2:2                |
| FH Hafnarfjörður       | 0:0 | 3:2        | 5:0         | 2:0                  | -:-            | —                | 2:2          | 1:1          | 3:0 | -:-                | 2:0 | 2:2                |
| KR Reykjavík           | 2:1 | 5:0        | 1:2         | 1:1                  | 2:3            | 3:2              | —            | -:-          | 3:3 | 4:1                | 2:1 | -:-                |
| UMF Stjarnan           | 4:1 | 2:1        | -:-         | 1:4                  | 2:0            | 2:1              | 4:2          | —            | 3:2 | 2:3                | 2:1 | 2:2                |
| Valur Reykjavík        | -:- | 6:1        | 3:1         | 2:1                  | 2:1            | 3:1              | 6:1          | -:-          | —   | 3:0                | 1:1 | 1:1                |
| ÍBV Vestmannaeyjar     | 1:2 | -:-        | 0:0         | 0:2                  | 3:1            | 2:1              | 2:1          | 1:0          | 4:1 | —                  | 0:2 | 0:0                |
| ÍF Vestri              | 2:0 | 0:2        | 1:0         | 0:1                  | 3:2            | 1:0              | -:-          | 3:1          | 0:2 | 2:0                | —   | 0:1                |
| Víkingur Reykjavík     | 2:1 | 2:1        | 4:0         | -:-                  | 3:2            | 3:1              | 3:2          | 2:4          | 1:2 | 2:0                | -:- | —                  |
| Stand: 18. August 2025 |     |            |             |                      |                |                  |              |              |     |                    |     |                    |

## Meisterschaftsrunde
Die besten sechs Mannschaften der Hauptrunde spielen nochmals jeweils einmal gegeneinander.

Die Ergebnisse und Punkte aus der Hauptrunde werden übernommen.

## Abstiegsrunde
Die letzten sechs Mannschaften der Hauptrunde spielen nochmals jeweils einmal gegeneinander.

Die Ergebnisse und Punkte aus der Hauptrunde werden übernommen.